# Jacques Dor (écrivain)
Pour les articles homonymes, voir Dor.
Jacques Dor (né en 1953) se définit comme auteur en scène. Il est à la fois écrivain, poète, plasticien, vidéaste et comédien. Il vit à Paris.

## Biographie
De 1973 à 1988, il fut surtout peintre et plasticien puis de 1988 à 1995, il a été photographe et affichiste pour le spectacle. À partir de 1995 et de sa rencontre avec Claire Le Michel, metteur en scène de la Compagnie de Théâtre "Un soir ailleurs", il écrit surtout pour le théâtre tout en composant son dictionnaire poétique intitulé Le Dico de ma langue à moi . 
En 2010,  il répond à une commande du Groupe des Vingt : Acide est le cœur des hommes, texte, jeu et mise en scène. Il partage le plateau avec la comédienne Fanny Fezans. Suivront trois spectacles qui tissent, encore et toujours, des liens entre théâtre et musique : Liszt, fragments (2011) en compagnie du pianiste Youri Pochtar, Un don Quichotte (février 2013) en compagnie du guitariste Thierry Rodier et Le Conte des Contes d'après Giambattista Basile en compagnie de Suonare e Cantare (création le 4 octobre 2013). 
Au fil des spectacles et de sa complicité avec les musiciens : Isabelle Olivier (harpe jazz), Bertrand Braillard (violoncelle) ou Maxime Bedot (rock -électro),  Jacques Dor n'imagine plus son théâtre sans la présence, en live, de musiciens sur le plateau. En 2015, Anges, chaos et autres féeries, faisait le lien entre cinéma et théâtre. Un tournage avait précédé la création sur le plateau. La frontière, allant de la projection aux corps présents sur scène, peu à peu s'effaçait. La mémoire et le présent pouvaient enfin s'y confondre... 

Monter sur scène, interpréter mes propres textes, est une façon de prolonger l’écriture, d'éprouver physiquement les mots. J'aime la littérature “bonne à dire”, mon envie de théâtre vient de là : l'écriture qui passe par le corps... Je tente avant tout d’être présent, de travailler sur cette idée de présence. Jacques Dor

## Liste des spectacles de Jacques Dor montés depuis 1995
- Le tunnel, par la compagnie Un soir ailleurs
- Le dormeur du dehors, par la compagnie Un soir ailleurs
- Intime errance, par la compagnie Un soir ailleurs
- Le défaut des paroles rapportées, par la Cie Un soir ailleurs
- L'accident, par la compagnie Un soir ailleurs
- Le jour des âmes, par l'auteur
- Petites chroniques des choses qu'on voit, par l'auteur
- Histoire de correspondances, par l'auteur
- Fragments d'Athis, par l'auteur
- Une fois pour toutes, par l'auteur
- Léo vous êtes toujours là, par l'auteur
- Le sexe des mots "ont-ils" besoin d'une langue pour qu'on les embrasse ?, par l'auteur
- Siamoises, par la compagnie Tintamar
- Bach, come back !par la Cie Mozénotes (création 6 décembre 2008)
- Le sexe des mots... deuxième épisode, par la Cie Désordre Alphabétique (création 3 février 2009)
- Nous vivons : textes mis en musique, par la compagnie Désordre Alphabétique (création 10 mars 2009)
- Acide est le cœur des hommes, par la compagnie Désordre Alphabétique (2010)
- Liszt, fragments par la compagnie Désordre Alphabétique (création 3 décembre 2011)
- Un don Quichotte par la compagnie Désordre Alphabétique (création 17 février 2013)
- Le Conte des Contes par Suonare e Cantare et la Cie Désordre Alphabétique (création 4 octobre 2013)
- Anges, chaos et autres féeries par la compagnie Désordre Alphabétique (création 9 mai 2015)
- Welcome / projet d'Isabelle Olivier par la compagnie Métamorphose (création 2019)

## Discographie
- Nous vivons Album musical - Un soir ailleurs Editions (2006)